# Шатомейан
Шатомейа́н (фр. Châteaumeillant, окс. Chastèlmelhan) — коммуна во Франции, находится в регионе Центр. Департамент — Шер. Главный город кантона Шатомейан. Округ коммуны — Сент-Аман-Монтрон.
Код INSEE коммуны — 18057.

## География
Коммуна расположена приблизительно в 260 км к югу от Парижа, в 155 км южнее Орлеана, в 60 км к югу от Буржа.
По территории коммуны протекает небольшие реки Синез и Гут-Нуар (фр. Goutte Noire).

## Население
Население коммуны на 2008 год составляло 2082 человека.
| 1962 | 1968 | 1975 | 1982 | 1990 | 1999 | 2008 |
| ---- | ---- | ---- | ---- | ---- | ---- | ---- |
| 2462 | 2528 | 2429 | 2186 | 2081 | 2058 | 2082 |

## Администрация
| Период | Период | Фамилия           | Партия                                    | Примечания               |
| ------ | ------ | ----------------- | ----------------------------------------- | ------------------------ |
| 2001   | 2008   | Жорж Маньен-Фейсо | Разные правые → Союз за народное движение | член генерального совета |
| 2008   | 2014   | Ги Бержеро        | беспартийный                              |                          |

## Экономика
Основу экономики составляют виноградарство, лесное и сельское хозяйство.
В 2007 году среди 1060 человек в трудоспособном возрасте (15-64 лет) 683 были экономически активными, 377 — неактивными (показатель активности — 64,4 %, в 1999 году было 65,9 %). Из 683 активных работали 622 человека (324 мужчины и 298 женщин), безработных было 61 (33 мужчины и 28 женщин). Среди 377 неактивных 60 человек были учениками или студентами, 185 — пенсионерами, 132 были неактивными по другим причинам.

## Достопримечательности
- Церковь Сен-Жене[фр.] (XII век). Исторический памятник с 1862 года[3]
- Церковь Нотр-Дам-ла-Петит (XI век). Исторический памятник с 1914 года[4]
- Дом XV века, известный как «дом Грегей». Исторический памятник с 1964 года[5]
  - Археологический музей Эмиля Шенона[фр.]. Основан в 1961 году археологом Жаком Гурвестом
- Древнеримский укреплённый город Медиоланум

## Фотогалерея
- Интерьер церкви Сен-Жене
- Дом приходского священника
- Церковь Нотр-Дам
- Музей Эмиля Шенона
- Карта коммуны